# Эквивалентная доза
Эквивале́нтная до́за (E, HT,R) характеризует биологический эффект облучения организма ионизирующим излучением.
Эквивалентная доза равна поглощённой дозе в ткани или органе, умноженной на взвешивающий коэффициент данного вида излучения (WR), отражающий способность излучения повреждать ткани организма:
{\displaystyle H_{T,R}={W_{R}D_{R}},}
где {\displaystyle H_{T,R}} — эквивалентная доза,
{\displaystyle W_{R}} — взвешивающий коэффициент излучения.
{\displaystyle D_{R}} — поглощённая доза.
При воздействии различных видов излучения с различными взвешивающими коэффициентами эквивалентная доза определяется как сумма эквивалентных доз для этих видов излучения.
{\displaystyle H_{T,R}=\sum _{R}^{}{W_{R}D_{R}}.}
Взвешивающий коэффициент гамма-излучения для биологической ткани по определению принимается равным единице, поэтому эквивалентная доза при облучении гамма-излучением численно равна поглощённой дозе. Взвешивающий коэффициент рентгеновского излучения, бета-частиц и мюонов также принимается равным единице. Согласно рекомендациям МКРЗ, взвешивающий коэффициент протонов и заряженных пионов равен 2, а альфа-частиц, осколков деления и тяжёлых ионов — 20. Взвешивающий коэффициент для нейтронов задан непрерывным спектром и определяется в зависимости от их кинетической энергии En:
- для En < 1 МэВ: {\displaystyle W_{R}=2{,}5+18{,}2\cdot \exp \left(-{\frac {\ln ^{2}E_{n}}{6}}\right),}
- для En от 1 до 50 МэВ: {\displaystyle W_{R}=5{,}0+17{,}0\cdot \exp \left(-{\frac {\ln ^{2}(2E_{n})}{6}}\right),}
- для En > 50 МэВ: {\displaystyle W_{R}=2{,}5+3{,}25\cdot \exp \left(-{\frac {\ln ^{2}(0{,}04\cdot E_{n})}{6}}\right)}

(в этих формулах En выражена в МэВ). Для низкоэнергетичных нейтронов (En менее 10 кэВ) WR равен 2,5. Максимальный взвешивающий фактор 20,7 достигается для энергии нейтронов 1 МэВ.

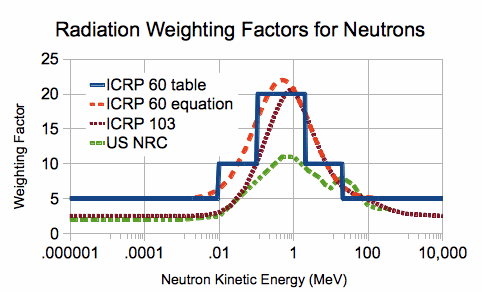
Взвешивающий фактор для нейтронов в зависимости от их кинетической энергии. Взвешивающий фактор, рекомендованный в настоящее время Международной Комиссией по радиационной защите, обозначен как ICRP 103

В Международной системе единиц (СИ) эквивалентная доза измеряется (также как и поглощённая доза) в джоулях, деленных на килограмм (Дж/кг), то есть эквивалентная и поглощённая дозы имеют одинаковую размерность. Однако единица измерения эквивалентной дозы имеет специальное название — зиверт (Зв, Sv), отличающееся от единицы измерения поглощённой дозы, имеющей название грей.
Используется также внесистемная единица эквивалентной дозы — бэр (аббревиатура от «биологический эквивалент рентгена», англ. rem (roentgen equivalent man). 1 бэр = 0,01 Зв.
Скорость накопления эквивалентной дозы называется мощностью эквивалентной дозы и измеряется в Зв/с (а также в Зв/час, Зв/год и т. д.). Например, среднемировая мощность эффективной дозы, накапливаемая при облучении от естественных источников на душу населения, равна 2,4 мЗв/год.
Эквивалентная доза не учитывает различную биологическую чувствительность органов и тканей к облучению. Дополнительный учёт этого фактора приводит к более сложной концепции эффективной дозы.

## Комментарии
1. ↑  Не следует путать с коэффициентом качества, который после 1991 года используется для расчета измеряемых дозиметрами операционных величин, таких как, например, амбиентный эквивалент дозы[1].